# Viștișoara, Brașov
Viștișoara (în maghiară Kisvist) este un sat în comuna Viștea din județul Brașov, Transilvania, România. Aici se pot găsi câteva pensiuni.